# Wanders Deutsches Sprichwörter-Lexikon
Das Deutsche Sprichwörter-Lexikon ist ein fünfbändiges Nachschlagewerk des 19. Jahrhunderts zum Thema Sprichwörter. 
Der Untertitel des Werkes: „Ein Hausschatz für das Deutsche Volk“. Herausgegeben wurde es vom Pädagogen und Revolutionär Karl Friedrich Wilhelm Wander. Die fünf Bände des Werkes wurden je mit einer Vorrede und zu unterschiedlichen Zeitpunkten herausgegeben. Wander schrieb in der Vorrede des ersten Bandes, dass er nicht sicher sei, ob er das Werk herausgegeben hätte, hätte er gewusst, welche Arbeit damit verbunden gewesen sei (Seite IX). Der letzte Band wurde von Joseph Bergmann herausgegeben. Das Werk erschien bei F. A. Brockhaus. 
In der Vorrede zum ersten Band weist Wander auch darauf hin, dass die Bedeutung des Sprichworts in einer Sprache ungeheuer groß sei. Keine „Erzeugnisse des menschlichen Geistes“ hätten „die Aufmerksamkeit der Gebildeten mehr erregt als gerade die Sprichwörter“ (Seite III). Allein für die Nachweise seiner Fundstellen brauchte er für den Band 1 knapp 25 Seiten. Die fünf Bände umfassen ca. 250.000 Einträge. Das Lexikon hat seinen Schwerpunkt im deutschsprachigen Raum, verzeichnet aber auch ausländische Sprichwörter. Da es stets auch auf parallele Wendungen in anderen europäischen und außereuropäischen Sprachen hinweist, ist es eine der universellsten und vollständigsten Sprichwörtersammlungen überhaupt und in seinem Rang nur mit dem Deutschen Wörterbuch der Brüder Grimm zu vergleichen.

## Erstausgabe bei F. A. Brockhaus
- Band 1 (Buchstabe a–Go): Er erschien im Jahre 1867; in Hermsdorf bei Warmbrunn hat Wander die Vorrede lokalisiert. Der Band umfasst ohne Vorrede, Nachweise und Korrekturanmerkungen 1802 Halbseiten.
- Band 2 (Buchstabe Go–Le): Er ist datiert vom 11. August 1870. Er umfasst 1884 Halbseiten (ohne Vorrede, Nachweise und Anmerkungen)
- Band 3 (Buchstabe Le–Sa): Er erschien mit Vorrede vom 24. Juni 1873. Er umfasst 1870 Halbseiten.
- Band 4 (Buchstabe Sa–We): Er erschien mit Vorrede vom 7. Dezember 1876 in Quirl bei Schmiedeberg in Schlesien. Der Band umfasst 1866 Halbseiten (ohne Vorrede, Quellenangaben und Korrekturanmerkungen)
- Band 5 (Buchstabe We–Zw): Er erschien mit Vorwort von Joseph Bergmann, Kaplan des ritterlichen Ordens des Kreuzherrn mit dem roten Stern, im August des Jahres 1880; ebenfalls mit Vorrede, Quellenverzeichnisse, Namensregister der Quellenverzeichnisse, Zusammenstellung von verwandten Sprichwörtern und Redensarten in übersichtlichen Gruppen sowie mit Nachträgen; der Band umfasst 1824 Halbseiten.

## Weitere Editionen
- Nachdrucke von Scientia-Verlag, Aalen 1963
- Nachdruck Wissenschaftliche Buchgesellschaft, Darmstadt 1970, ISBN 3-534-01401-4.
- Nachdruck Akademische Verlagsgesellschaft Athenaion, Kettwig 1987; Weltbild Verlag, Augsburg (hohe Verbreitung).
- Elektronische Edition als CD-ROM in der Reihe Digitale Bibliothek als Band 62 im Jahr 2006 unter der ISBN 3-89853-462-6

## Vergleichbare Werke
- Adagia von Erasmus von Rotterdam
- Lutz Röhrich: Lexikon der sprichwörtlichen Redensarten. Herder Verlag, Freiburg, Band 1–4 (in mehreren Auflagen); als Taschenbuch
- Karl Simrock: Sprichwörter. 1846.